# Blätter für Münzfreunde
Die Zeitschrift Blätter für Münzfreunde, Organ des Numismatischen Vereins Dresden, existierte von 1864 bis 1963. Der Untertitel wurde mehrmals geändert: 1899 = Allgemeine Deutsche Zeitschrift für Münz- und Medaillenkunde, 1902 = Zeitschrift für Münz- und Medaillenkunde und 1908 = Monatschrift für Münz- und Medaillenkunde. Herausgeber waren die renommiertesten Numismatiker und Münzhändler ihrer Zeit wie Hermann Grote, die Gebrüder Albert und Julius Erbstein, Heinrich Buchenau und Richard Gaettens. Die Blätter für Münzfreunde wurden in 22 Bände à drei oder vier Jahrgänge zusammengefasst, nach neuer Folge ab 1919 in neun Bänden. Nach dem Zweiten Weltkrieg erschien die Zeitschrift von 1954 bis 1959 unter dem Titel Blätter für Münzfreunde und Münzforschung.

## Übersicht der Bände
| Name                        | Titel                                     | Untertitel                               | Band                              | Jahrgang          | fortl. Nr.  | Hrsg.           | Seiten          | Tafeln      | Verlag                                               | Ort              | Jahr |
| --------------------------- | ----------------------------------------- | ---------------------------------------- | --------------------------------- | ----------------- | ----------- | --------------- | --------------- | ----------- | ---------------------------------------------------- | ---------------- | ---- |
| Numismatische Monatsschrift | Blätter für Münzfreunde                   | Zeitschrift für Münz- und Medaillenkunde | X                                 | 37–40 (1902–1905) | 263–309/310 | Dr. H. Buchenau | 2699–3430       | Nr. 145–162 | G. Thieme, Verlagsexpedition                         | Leipzig          | 1905 |
| Numismatische Monatsschrift | Blätter für Münzfreunde                   | Zeitschrift für Münz- und Medaillenkunde | XI                                | 41–43 (1906–1908) | 311–346     | Dr. H. Buchenau | 3431–4074       | Nr. 163–178 | C. G. Thieme                                         | Dresden          | 1908 |
|                             | Blätter für Münzfreunde                   | Zeitschrift für Münz- und Medaillenkunde | XIII                              | 47–50 (1912–1915) | 383–436/7   | Dr. H. Buchenau | 4911–5966       | Nr. 197–223 | C. G. Thieme                                         | Dresden          | 1916 |
|                             | Blätter für Münzfreunde                   | Zeitschrift für Münz- und Medaillenkunde | Neue Folge I. Band                | 51–54 (1916–1919) | 438–482/83  | Dr. H. Buchenau | 1-588           | Nr. 224-238 | C. G. Thieme                                         | Dresden          | 1919 |
|                             | Blätter für Münzfreunde                   | Zeitschrift für Münz- und Medaillenkunde | XV (Neue Folge II. Band)          | 55–58 (1920–1923) | 515–        | Dr. H. Buchenau |                 | Nr. 239–269 | Abteilung Verlag der Münzhandlung A. Riechmann & Co. | Halle a.d. Saale | 1923 |
|                             | Blätter für Münzfreunde und Münzforschung | Zeitschr. für Münz- u. Medaillenkunde    | N.F. 9=22.1954/56(1957)=Jg. 78–80 | 1954–1963         |             |                 | zdb-id=801409-7 |             | Riechmann                                            | Heidelberg       |      |

(Begründet 1865 von Dr. E. G. Gersdorf.)